# Cal Ricardo
Cal Ricardo és una casa amb elements neoclàssics del poble de Ferran, al municipi d'Estaràs (Segarra) inclosa a l'Inventari del Patrimoni Arquitectònic de Catalunya.

## Descripció
Casa situada en un dels carrers principals del nucli urbà, entre mitgeres de cases del poble. L'edifici se'ns presenta de planta rectangular, estructurat a partir de planta baixa, primer pis i golfes, i remodelat. La coberta exterior és a doble vessant i també presenta un ràfec de teula i maó a la façana principal. La porta d'accés s'estructura a partir d'un arc escarser, i disposa d'una mènsula amb decoració vegetal a la clau de l'arc. L'edifici presenta un parament paredat, així com carreus de pedra picada del país a la porta d'accés.